# Pleurothallis lamellaris
Pleurothallis lamellaris es una especie de orquídea de la tribu Epidendreae que pertenece a la familia Orchidaceae.

## Distribución y hábitat
Encontrado en Colombia, Ecuador, Perú y Bolivia en húmedos bosques nublados de montaña a altitudes de entre 1950 a 2930 m s. n. m.

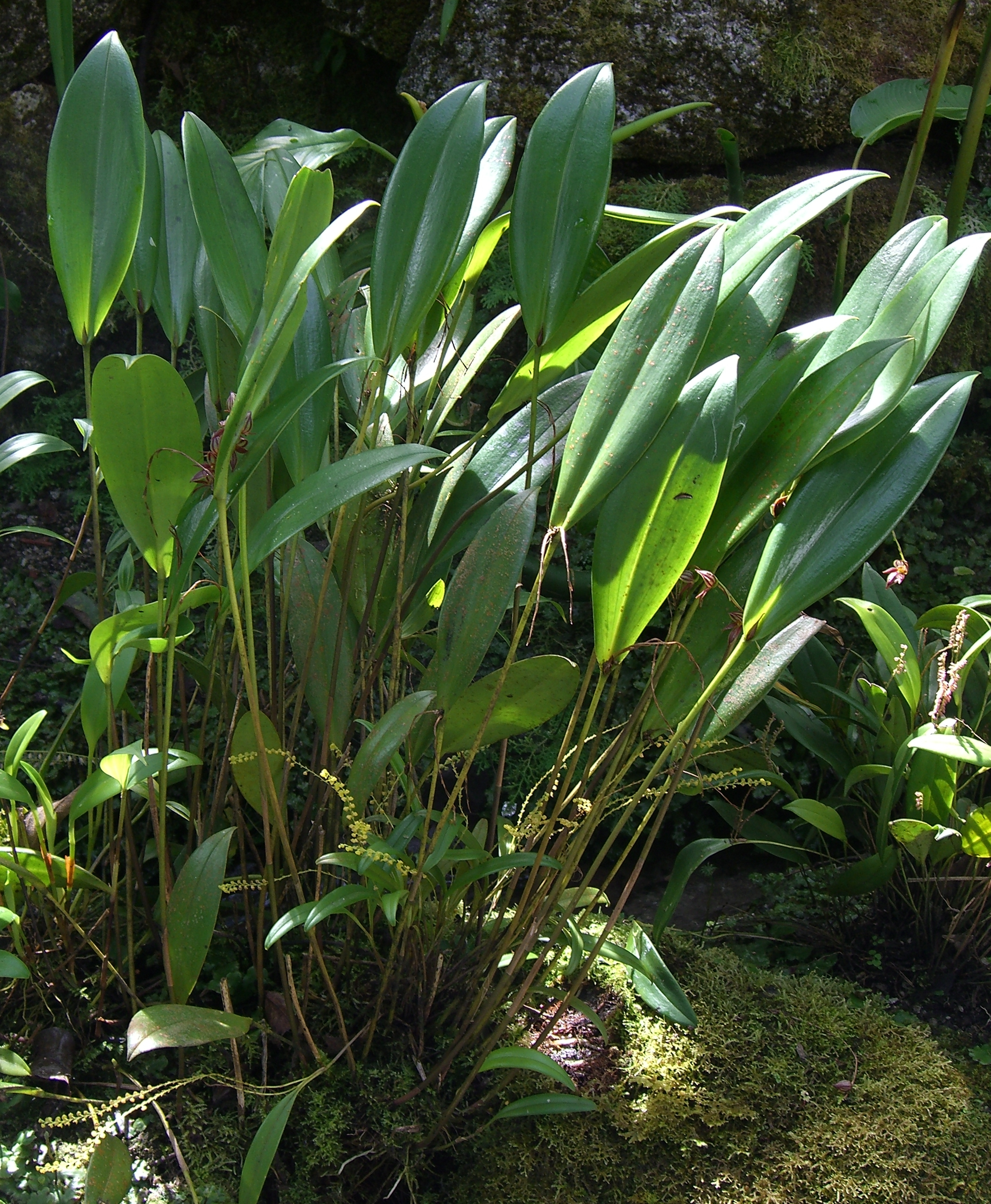
Vista de la planta

## Descripción
Es una planta de media a gran tamaño que crece con temperaturas frescas a frías, epífita, erecta, envuelta en 2-3 vainas basales tulares y con una única hoja, apical, erecta, coriácea, aovada agudas y cordiforme, sésiles en la base y que florece hasta los 1 dm de largo, con varias inflorescencias de flores basales subtendido por una espata y con brácteas florales que celebran al mismo tiempo la apertura de las flores que tienen un tamaño de 1 cm.

## Taxonomía
Pleurothallis lamellaris fue descrita por John Lindley y publicado en Folia Orchidacea. Pleurothallis 8. 1859.
Etimología
Pleurothallis: nombre genérico que deriva de la palabra griega  'pleurothallos', que significa "ramas parecidas a costillas". Esto se refiere a la similitud de las costillas de los tallos de muchas de sus especies.
lamellaris: epíteto latino que deriva de su lámina (se refiere a los callos de labio).
Sinonimia
- Humboldtia lamellaris (Lindl.) Kuntze 1891
- Humboltia lamellaris (Lindl.) Kuntze 1891
- Pleurothallis loxensis Luer & Hirtz 1996[2][3][4]